# Жилинка (Калужская область)
Жи́линка — деревня в Малоярославецком муниципальном районе Калужской области, входит в состав сельского поселения «Село Недельное».

## Население
| 2002 | 2010 |
| ---- | ---- |
| 24   | ↘22  |

## Улицы
В селе имеются две улицы: В.А. Фадеева и Дачная.